# Congrés Nacional de Música d'Arrel
El 1r Congrés Nacional de Música d'Arrel és un esdeveniment cultural que se celebrà el 13, 14 i 15 de novembre al Centre Artesà Tradicionàrius de Barcelona l'any 2020.
El 1r Congrés Nacional de Música d'Arrel «De cap per avall» tingué com a objectius posar de manifest la preocupació pel context actual i el futur de la música d'arrel als Països Catalans, analitzant els canvis patits en el món de la música i procedir a la seva revisió, concebre la trobada com una eina per a conèixer les realitats del sector i afrontar el futur amb més coneixement de causa, projectar l'encontre com un altaveu per a explicar la situació actual i reivindicar la seva millora, visibilitzar la pluralitat d'opinions i la divergència de posicionaments, reforçar la memòria col·lectiva fent un recull de les conclusions dels debats, i remarcar la necessitat de teixir complicitats i seguir sumant esforços per a revifar el sector.
Els sis àmbits temàtics que es tractaren foren la identitat, la comunicació i la difusió de projectes i esdeveniments, els sistemes d'organització professional, els models pedagògics, la creació artística, i el llegat i relleu generacional. A més dels debats i les ponències, s'hi realitzaren les actuacions nocturnes de Joana Gomila & Arnau Obiols i El Belda i el Conjunt Badabadoc.